# Królestwo Galicji i Lodomerii

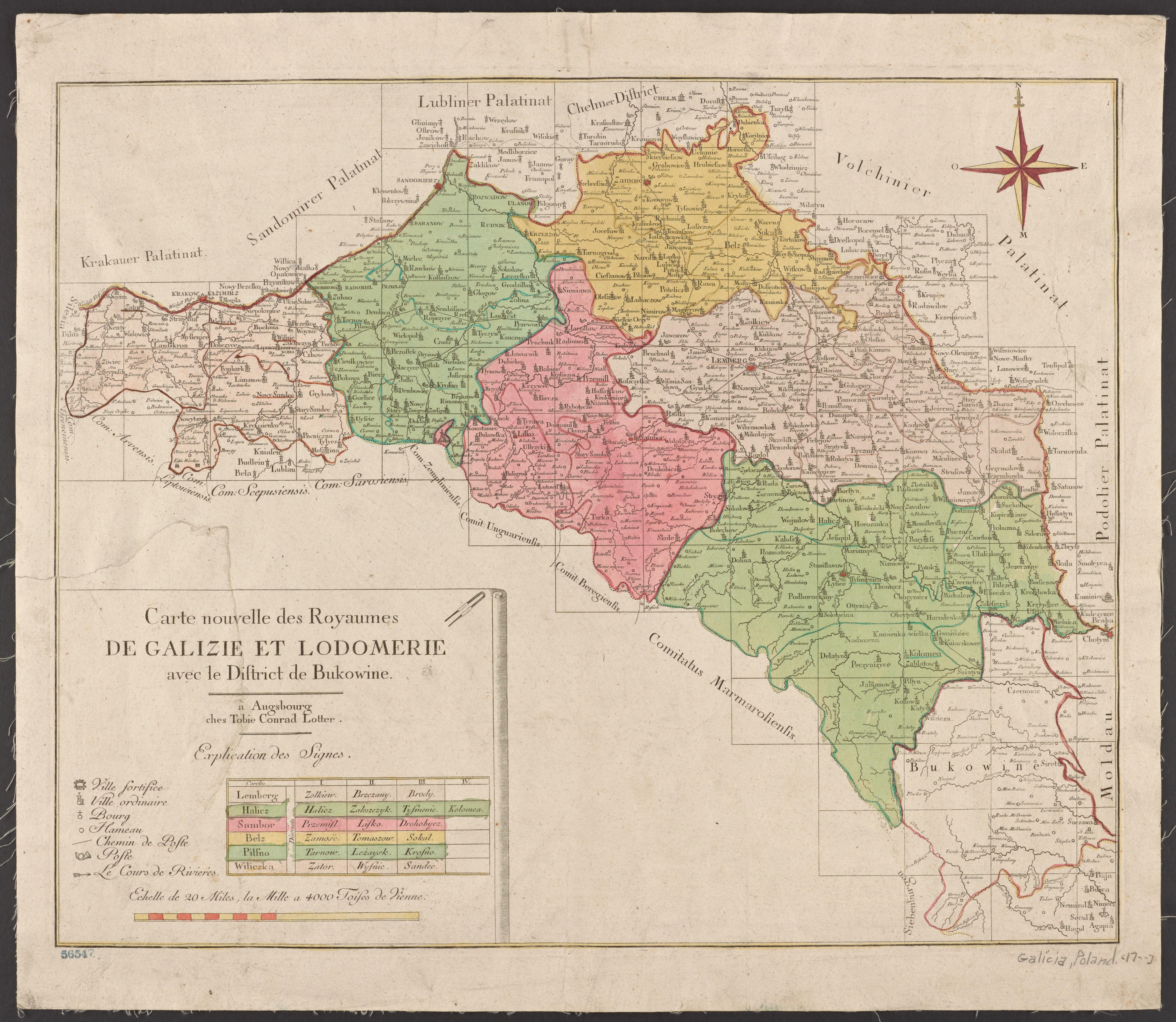
Królestwo Galicji 1777–1782

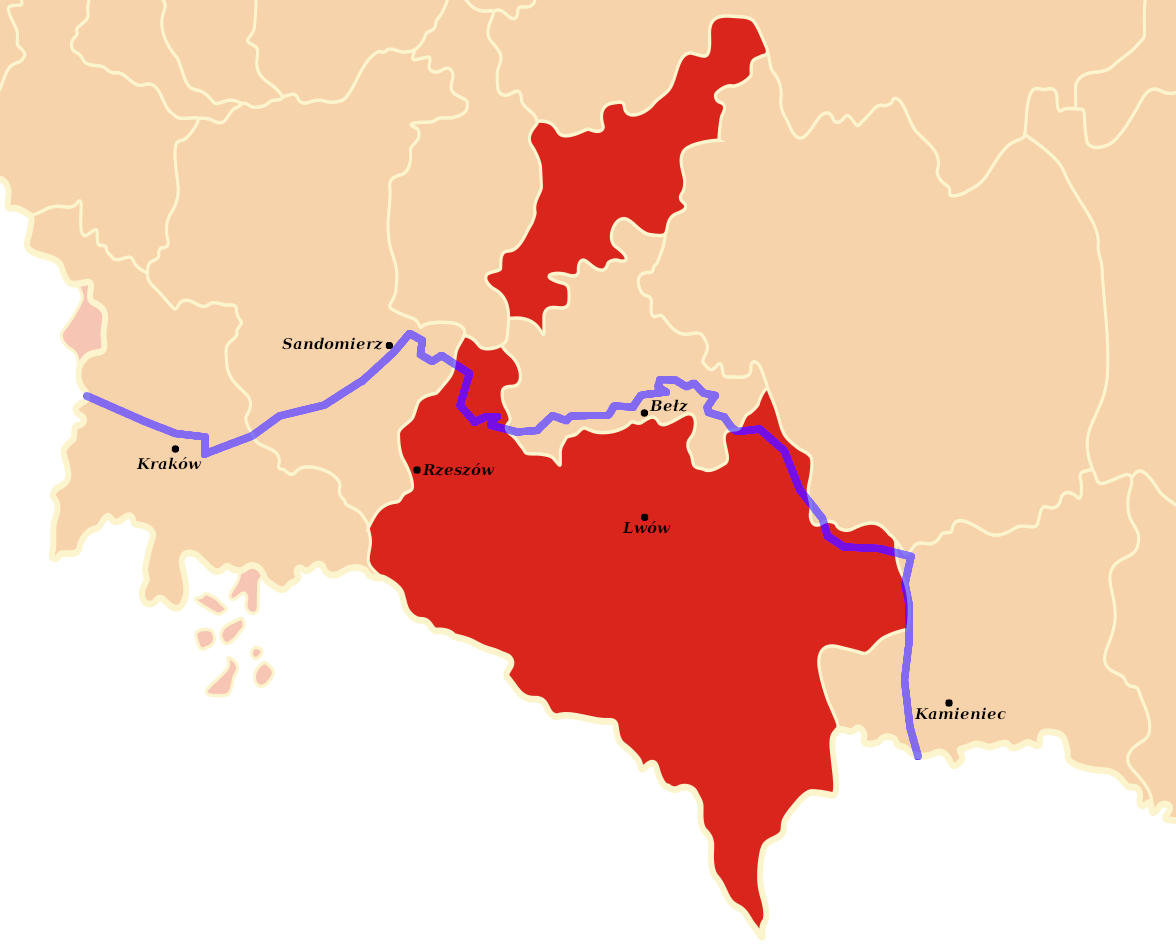
Porównanie obszaru przedrozbiorowego woj. ruskiego i Galicji

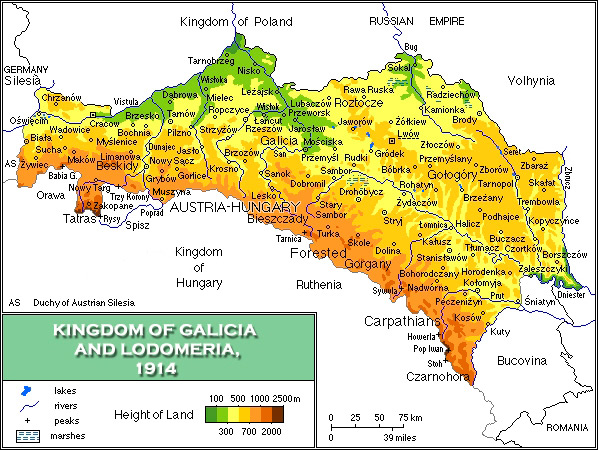
Królestwo Galicji 1846–1918

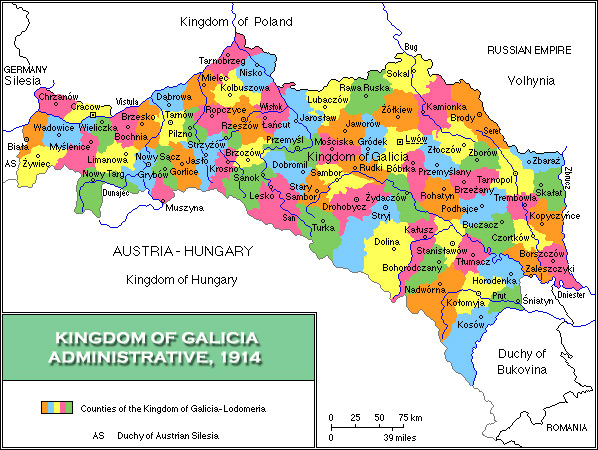
Mapa administracyjna Królestwa Galicji: powiaty w 1914 r.

Królestwo Galicji i Lodomerii wraz z Wielkim Księstwem Krakowskim i Księstwami Oświęcimia i Zatora (niem. Königreich Galizien und Lodomerien mit dem Grossherzogtum Krakau und den Herzogtümern Auschwitz und Zator; ukr. Королівство Галичини та Володимирії з Великим князівством Краківським і князівствами Освенцима і Затору) – państwo (w praktyce prowincja i kraj koronny) na terytorium Galicji, w latach 1772–1918 wchodzące w skład (kolejno): Monarchii Habsburgów, Cesarstwa Austriackiego i Austro-Węgier. Kraina historyczna na wschodzie Europy Środkowej, obecnie w granicach Polski i Ukrainy. Nieformalnie dzieliła się na Galicję Zachodnią z głównym miastem Krakowem i Galicję Wschodnią z ośrodkiem we Lwowie.

## Pochodzenie nazwy
Oficjalna nazwa Królestwo Galicji i Lodomerii nawiązywała do jednego z tytułów królów węgierskich: „rex Galiciae et Lodomeriae”, tj. „król Halicza i Włodzimierza”, co miało uzasadniać moralne prawo do zaboru tych ziem przez monarchię Habsburgów.

## Historia

### Powstanie Królestwa Galicji i Lodomerii
W 1741 roku cesarzowa Maria Teresa, koronując się węgierską koroną Świętego Stefana, przyjęła również tytuł królowej Galicji i Lodomerii, obejmujących księstwo halickie i księstwo włodzimierskie. W czasie koronacji wniesiono również sztandary tego królestwa. W 1769 roku cesarzowa włączyła do swojej pieczęci herby księstwa halickiego i księstwa włodzimierskiego. Było to związane z zasiadaniem w XIII wieku na tronie księstwa halicko-włodzimierskiego węgierskiego króla Kolomana. Fakt ten stanowił też uzasadnienie zajęcia przez Austrię części ziem Rzeczypospolitej w 1772 roku w I rozbiorze Polski, a autorami uzasadnienia byli hofrat Teodor Antoni Rosenthal, kustosz Adam Kollar i rektor Josef Benczura i nosiło ono tytuł Wywód poprzedzający prawa Korony Węgierskiej do Rusi Czerwonej i Podola, tak jako Korony Czeskiej do Księstwa Oświęcimskiego i Zatorskiego.

### Galicja w składzieCesarstwa AustriackiegoiAustro-Węgier
Określenie Galicja i Lodomeria, potocznie skracane do samej tylko Galicji, do szerszego użycia weszło po I rozbiorze Polski. Wówczas to Austrii przypadły ziemie obejmujące m.in. Ruś Czerwoną ze Lwowem, Przemyślem, Sanokiem i Bełzem, południową Małopolskę z Oświęcimiem, Tarnowem i Nowym Sączem oraz zachodni fragment Podola (Tarnopol, Zbaraż) i fragment ziemi chełmsko-włodzimierskiej z Zamościem. Tereny te uzyskały w 1849 status kraju koronnego Austrii o oficjalnej nazwie Królestwo Galicji i Lodomerii (niem. Königreich Galizien und Lodomerien, ukr. Королівство Галіції і Лодомерії lub w formie zreukrainizowanej Королівство Галичини і Володимирії). Nawiązując do tytułu Rex Galiciæ et Lodomeriæ, dyplomacja austriacka starała się uzasadnić prawo monarchów austriackich – jako spadkobierców korony węgierskiej – do zajętych ziem. W wyniku tego zabiegu propagandowego znaczenie nazwy Galicja rozszerzyło się na ziemie nigdy nie wchodzące w skład księstwa halickiego.
Po III rozbiorze w 1795 roku do monarchii habsburskiej przyłączono ziemie, które nazwano Nową Galicją (w odróżnieniu od „starej”, obejmującej tereny otrzymane w 1772). Nowa Galicja obejmowała terytoria między Pilicą i Bugiem wraz z Krakowem, Sandomierzem, Radomiem, Kielcami, Lublinem, Chełmem i Białą Radziwiłłowską. Ziemie Nowej Galicji (wraz z cyrkułem zamojskim z I rozbioru) zostały w 1809 przyłączone do Księstwa Warszawskiego i nie wróciły już do Austrii, stając się po 1815 r. częścią Królestwa Kongresowego. Równocześnie, po pokoju w Schönbrunnie w 1809 roku, Imperium Rosyjskie otrzymało rejon Tarnopola, gdzie utworzono Kraj Tarnopolski. Po kongresie wiedeńskim (1815) obszar ten powrócił w granice Cesarstwa Austrii.
W latach 1820–1850 na mocy patentu Franciszka I ziemie dawnego księstwa oświęcimsko-zatorskiego wyłączono z kraju koronnego Galicji i Lodomerii i włączono je do posiadłości czesko-morawskich co oznaczało inkorporację do Związku Niemieckiego, jednak administracyjnie były nadal częścią Galicji.
W 1846 r. Austriacy ponownie zajęli Kraków, likwidując formalnie niezależną Rzeczpospolitą Krakowską (która stała się teraz Wielkim Księstwem Krakowskim). Od tego czasu oficjalna nazwa prowincji brzmiała: Królestwo Galicji i Lodomerii wraz z Wielkim Księstwem Krakowskim i Księstwami Oświęcimia i Zatora (niem. Königreich Galizien und Lodomerien mit dem Großherzogtum Krakau und den Herzogtümern Auschwitz und Zator).
Po początkowo silnej germanizacji, w 1861 Galicja uzyskała autonomię z sejmem krajowym i rządem w stołecznym Lwowie. W 1867 roku, w związku z ustanowieniem monarchii dualistycznej (Królestwo Galicji i Lodomerii pozostało w składzie Cesarstwa Austrii-Przedlitawii), autonomię prowincji poszerzono. Rząd austriacki zagwarantował, że namiestnicy będą powoływani spośród miejscowych Polaków. Sejm miał prawo uchwalać ustawy dotyczące gospodarki krajowej, komunikacji, szkolnictwa i zdrowia. Dzięki temu Galicja stała się ośrodkiem polskiego ruchu niepodległościowego. Działały tu polskie partie polityczne i organizacje paramilitarne – Sokół, Strzelec, Drużyny Bartoszowe, które stanowiły bazę sformowanych na początku XX wieku Legionów.
Galicja odegrała także ważną rolę w dziejach nowożytnej Ukrainy, będąc do dziś ośrodkiem ukraińskich ruchów niepodległościowych. W 1848 powstała we Lwowie pierwsza ukraińska organizacja polityczna – Główna Rada Ruska. Mieszkało tu wielu wybitnych pisarzy (Iwan Franko), historyków (Mychajło Hruszewski), polityków (Kost Łewycki) i artystów (Sołomija Kruszelnyćka); działało Towarzystwo Naukowe im. Szewczenki, towarzystwo pedagogiczne Ridna Szkoła, stowarzyszenie edukacyjne Proswita, stowarzyszenia sportowo-paramilitarne Sokił i Sicz, towarzystwo gimnastyczno-pożarnicze Łuh. Na Uniwersytecie Lwowskim funkcjonowały katedry ukraińskie.
Wspólne zamieszkiwanie Polaków i Ukraińców było powodem licznych konfliktów. Po 1867 stanowiska w administracji były stopniowo przejmowane przez Polaków, co nie podobało się Ukraińcom. W 1890 stronnictwa polskie i ukraińskie zawarły w sejmie krajowym tzw. pierwszy kompromis, przewidujący między innymi rozszerzenie szkolnictwa podstawowego i średniego w języku ukraińskim. Współpraca załamała się jednak po kilku latach, kiedy to Polacy doprowadzili m.in. do zupełnej polonizacji Uniwersytetu Lwowskiego czy odrzucili w Sejmie Krajowym projekt utworzenia gimnazjum ruskiego w Stanisławowie (29 X 1903). W początkach XX wieku Galicja była areną zabójstw politycznych, m.in. namiestnika Galicji hr. Andrzeja Potockiego i ukraińskiego studenta Adama Kocki. Do kolejnej próby porozumienia doszło dopiero w przededniu I wojny światowej. Tzw. drugi kompromis z 28 I 1914 przewidywał zmianę ordynacji wyborczej do sejmu krajowego na korzyść Ukraińców (byli oni niedoreprezentowani z powodu struktury społecznej, od której zależała waga głosów wyborców; był to jednak kompromis spóźniony i mało satysfakcjonujący dla Ukraińców, mogących już od 26 stycznia 1907 głosować na równych prawach z innymi obywatelami Austrii (Przedlitawii) na posłów do wiedeńskiego Reichsratu) oraz utworzenie państwowego uniwersytetu ukraińskiego we Lwowie. Postanowienia te nie mogły już jednak zostać zrealizowane. Koniec wojny stworzył dogodną sytuację dla obu narodów, czego skutkiem był wybuch walk o Galicję Wschodnią w latach 1918–1919, kiedy to Ukraińcy proklamowali Zachodnioukraińską Republikę Ludową. Napięcia narodowościowe nie znikły w okresie II Rzeczypospolitej, z czego wynikała działalność Organizacji Ukraińskich Nacjonalistów w okresie międzywojennym i w czasie II wojny światowej.
Odmienne losy Galicji Wschodniej i reszty ziem ukraińskich były również źródłem napięć wewnątrzukraińskich na gruncie politycznym, kulturowym, językowym i religijnym. Ich przezwyciężenie uważano za jeden z głównych problemów na drodze do niezależności narodowej Ukraińców.

## Ustrój polityczny Galicji i Lodomerii
Po wprowadzeniu w monarchii austro-węgierskiej ustroju konstytucyjnego włościanie galicyjscy uzyskali prawa obywatelskie na równi ze szlachtą. Następnie wykorzystując swoje uprawnienia tworzą pierwsze przedwyborcze komitety włościańskie (wbrew agitacji szlachty), kierujące walką polityczną w wyborach z dnia 14 czerwca 1848 r. do sejmu galicyjskiego (dawny Stanowy Sejm Galicyjski we Lwowie). W Galicji powstał termin kiełbasa wyborcza.

## Podział administracyjny Galicji i Lodomerii
Po I rozbiorze Polski ziemie Rzeczypospolitej weszły w skład nowo utworzonej prowincji austriackiej – Królestwa Galicji i Lodomerii. Stolicę prowincji miano umieścić w Jarosławiu (jako mieście położonym w centrum prowincji), rozważano też kandydaturę Przemyśla, w końcu zdecydowano się jednak na Lwów, jako największe miasto prowincji.
I podział administracyjny Galicji, tuż po zajęciu ziem polskich w wyniku I rozbioru, był na województwa i obowiązywał do połowy 1773 roku: bełskie, czerwonoruskie, krakowskie, lubelskie, podolskie i sandomierskie. Podział ten reprezentował dawne województwa Rzeczypospolitej, obecnie już szczątkowe, przedzielone kordonem. Początkowo nowe władze traktowały zdobyte ziemie jako przejściowy nabytek i jego początkowy podział był prowizoryczny, bardzo nierównomierny (większość obszaru zajmowało województwo czerwonoruskie a tylko skrawki woj. lubelskiego i podolskiego weszły w skład Galicji). Mimo że władze austriackie zaplanowały podział na cyrkuły, do jego przeprowadzenia w 1772 roku nie doszło, a fasje zarządzone patentem z 22 grudnia 1772 roku musiano grupować według dawnego polskiego podziału na powiaty i ziemie.
W połowie 1773 roku obszar Galicji podzielono na 6 cyrkułów (obwodów), a te z kolei na dystrykty (okręgi), których było początkowo 24, potem 59 (wstępnie 60). Były to cyrkuły; wielicki (9 dystryktów), pilzneński z siedzibą w Rzeszowie (10 dystryktów), bełski z siedzibą w Zamościu (8 dystryktów), lwowski (10 dystryktów), samborski (10 dystryktów) i halicki (13 dystryktów):
- cyrkuł wielicki
  - dystrykty: 1. Biała, 2. Myślenice, 3. Wieliczka, 4. Bochnia, 5. Żywiec, 6. Jordanów, 7. Dębno, 8. Nowy Targ, 9. Nowy Sącz
- cyrkuł pilzneński z siedzibą w Rzeszowie
  - dystrykty: 1. Baranów, 2. Dąbrowa, 3. Sędziszów, 4. Kolbuszowa, 5. Przeworsk, 6. Pilzno, 7. Łańcut, 8. Biecz, 9. Dukla, 10. Krosno
- cyrkuł bełski z siedzibą w Zamościu
  - dystrykty: 1. Ulanów, 2. Goraj, 3. Zamość, 4. Lubaczów, 5. Hrubieszów, 6. Łaszczów, 7. Uhnów, 8. Witków
- cyrkuł lwowski
  - dystrykty: 1. Rawa, 2. Gródek, 3. Żółkiew, 4. Bóbrka, 5. Złoczów, 6–7. Brody, 8. Zborów, 9. Trembowla, 10. Brzeżany.
- cyrkuł samborski
  - dystrykty: 1. Dubiecko, 2. Jarosław, 3. Sanok, 4. Lisko, 5. Przemyśl, 6. Biskowice, 7. Drohobycz, 8–9. nie wiadomo, 10. Stryj.
- cyrkuł halicki
  - dystrykty: 1. Żydaczów, 2. Halicz, 3. Manasterzyska, 4. Budzanów, 5. Dolina, 6. Tyśmienica, 7. Tłumacz, 8. Śniatyn, 9. Czortków, 10. Nadwórna, 11. Utoropy, 12. Delatyn, 13. Kosów.

Początkowo granica polsko-austriacka była przesunięta na odcinku centralnym bardziej na północ i na wschód, jednak w 1776 zostało zawarte polsko-austriackie porozumienie regulujące granicę państwową, w wyniku którego do Polski wracał Kazimierz, rejon Biłgoraja, Frampola, Goraja, Janowa, Modliborzyc, Zaklikowa, Kraśniczyna, Wojsławic, Dubienki i Korytnicy, a także drobne skrawki na terenie Wołynia. Zmiana ta pozwoliła też na odtworzenie województwa bełskiego w szczątkowej postaci, które przetrwało do 1793.
Zgodnie z jeszcze inną koncepcją, w skład Królestwa Galicji i Lodomerii miały wejść początkowo następujące obszary, zaznaczone na mapie z 1775:
- W Austrii miały się znaleźć:
  - region Biłgoraja (Biłgoraj, Frampol)
  - region Łokaczy (Łokacze, Milatyn, Poryck, Świniuchy)
  - region Radziwiłłowa (Radziwiłłów, Werba, Kozin, Krupiec, Poczajów, Popowce)
- W Polsce miały się znaleźć:
  - widły Wisły i Sanu (Radomyśl)
  - region Skierbieszowa (Skierbieszów, Uchanie, Stary Zamość)
  - międzyrzecze Seretu–Zbrucza (Zbaraż, Stary Zbaraż, Skałat, Grzymałów, Touste, Chorostków, Suchostaw, Budzanów, Kopyczyńce, Husiatyn, Sidorów, Probużna, Kolędziany, Ułaszkowce, Jezierzany, Skała, Borszczów, Bilcze, Korolówka, Krzywcze, Uście, Mielnica, Kudryńce, Okopy Świętej Trójcy)

W następnych latach szachowano liczbę (redukując do 19) i granice dystryktów, a w 1782 zrezygnowano z dwustopniowego podziału administracyjnego, ustanawiając 19 cyrkułów.
| Lp. | Cyrkuł         | Powierzchnia | Powierzchnia | Ludność | Ludność |
| Lp. | Cyrkuł         | Mil²         | Km²          | Ogółem  | Os./km² |
| --- | -------------- | ------------ | ------------ | ------- | ------- |
| 2   | bocheński      | 49,46        | 2845,44      | 205.608 | 72.25   |
| 14  | brzeżański     | 111,20       | 6397,36      | 202.205 | 31.60   |
| 19  | czerniowiecki  | 174,30       | 10026,77     | 265.956 | 26.53   |
| 17  | czortkowski    | 64,34        | 3703,66      | 177.798 | 48.03   |
| 4   | jasielski      | 60,42        | 3475,68      | 229.675 | 66.10   |
| 18  | kołomyjski     | 56,34        | 3241,46      | 183.599 | 56.64   |
| 11  | lwowski        | 48,55        | 2793,50      | 166.118 | 59.47   |
| 9   | przemyski      | 98,06        | 5643,37      | 243.901 | 43.21   |
| 6   | rzeszowski     | 80,10        | 4611,26      | 260.183 | 56.43   |
| 8   | samborski      | 101,12       | 5817,14      | 283.903 | 48.82   |
| 7   | sanocki        | 101,40       | 5833,17      | 246.261 | 42.21   |
| 3   | sądecki        | 57,65        | 3319,46      | 217.589 | 65.56   |
| 16  | stanisławowski | 67,64        | 3894,12      | 216.963 | 55.71   |
| 15  | stryjski       | 98,30        | 5656,97      | 202.783 | 35.84   |
| 13  | tarnopolski    | 60,26        | 3470,47      | 209.293 | 60.30   |
| 5   | tarnowski      | 93,05        | 5353,28      | 237.008 | 44.29   |
| 1   | wadowicki      | 65,40        | 3763,47      | 315.154 | 83.74   |
| 12  | złoczowski     | 90,10        | 5187,26      | 234.951 | 45.29   |
| 10  | żółkiewski     | 97,34        | 5601,77      | 218.14  | 38.94   |

Ostatecznie granice prowincji ustalono na kongresie wiedeńskim (1815), natomiast krajem koronnym stała się od 1850 r.
W obrębie Galicji zwykło się wyróżniać część zachodnią i wschodnią, kryterium podziału stanowiły okręgi sądów apelacyjnych w Krakowie dla Galicji zachodniej i we Lwowie dla wschodniej. Galicja Zachodnia obejmowała Kraków (formalnie nie należał do Galicji – Wielkie Księstwo Krakowskie, lecz de facto był jej częścią od 1846 roku), Białą Krakowską, Tarnów, Rzeszów, Krosno, Nowy Targ, Chrzanów (tak jak w przypadku Krakowa) i Nowy Sącz, do Galicji Wschodniej zaliczano Sanok, Jarosław, Przemyśl, Lwów, Stanisławów i Tarnopol. W życiu codziennym oraz pracach publicystycznych z przełomu XIX i XX wieku funkcjonował również inny podział, bazujący na kryterium narodowościowym: na Galicję Zachodnią (od Krakowa do Rzeszowa), Galicję Środkową (rozpościerającą się między Rzeszowem a Samborem) i Galicję Wschodnią (od Sambora do rzeki Zbrucz).
W 1854 wprowadzono nowy podział administracyjny, ustanawiając w granicach cyrkułów urzędy obwodowe (Kreise), stopniowo podzielane później na powiaty (Bezirke):
| Cyrkuł         | Powierzchnia | Powierzchnia | Ludność | Ludność | Podział wewnętrzny | Podział wewnętrzny |
| Cyrkuł         | Mil²         | Km²          | Ogółem  | Os./km² | Bezirke            | Gmin               |
| -------------- | ------------ | ------------ | ------- | ------- | ------------------ | ------------------ |
| bocheński      | 37,4         | 2152,39      | 206.641 | 95,98   | 9                  | 379                |
| brzeżański     | 68,8         | 3959,80      | 248.458 | 62,74   | 8                  | 341                |
| czortkowski    | 60,0         | 3452,93      | 225.528 | 65,29   | 9                  | 265                |
| jasielski      | 47,1         | 2940,74      | 238.939 | 81,26   | 9                  | 350                |
| kołomyjski     | 75,4         | 4337,44      | 253.542 | 58,46   | 9                  | 243                |
| krakowski      | 21,3         | 1225,85      | 138.748 | 113,22  | 6                  | 183                |
| lwowski        | 34,3         | 1973,19      | 188.100 | 95,34   | 6                  | 168                |
| przemyski      | 58,7         | 3378,61      | 257.266 | 76,15   | 9                  | 371                |
| rzeszowski     | 81,8         | 4534,67      | 292.713 | 64,58   | 11                 | 352                |
| samborski      | 88,2         | 5432,95      | 293.254 | 53,98   | 11                 | 351                |
| sanocki        | 76,0         | 4405,14      | 278.442 | 63,21   | 11                 | 459                |
| sądecki        | 69,0         | 3969,88      | 221.722 | 55,84   | 10                 | 384                |
| stanisławowski | 94,1         | 4858,03      | 274.322 | 56,45   | 10                 | 258                |
| stryjski       | 100,3        | 5713,29      | 239.420 | 41,92   | 9                  | 305                |
| tarnopolski    | 59,4         | 3418,20      | 231.999 | 67,90   | 9                  | 263                |
| tarnowski      | 66,5         | 3326,11      | 295.939 | 88,94   | 10                 | 432                |
| wadowicki      | 68,3         | 3936,09      | 327.071 | 83,11   | 13                 | 413                |
| złoczowski     | 86,2         | 4960,88      | 272.217 | 54,88   | 10                 | 350                |
| żółkiewski     | 81,6         | 4695,02      | 237.913 | 50,69   | 10                 | 283                |

| Cyrkuł | Bezirk              | Powierzchnia | Powierzchnia | Ludność | Ludność | Liczba gmin |
| Cyrkuł | Bezirk              | Mil²         | Km²          | Ogółem  | Os./km² | Liczba gmin |
| ------ | ------------------- | ------------ | ------------ | ------- | ------- | ----------- |
| BO     | Bochnia             | 5,5          | 316,54       | 32.321  | 102,09  | 48          |
| BO     | Brzesko             | 4,4          | 253,22       | 25.789  | 101,88  | 41          |
| BO     | Dobczyce            | 4,9          | 281,99       | 20.956  | 74,34   | 56          |
| BO     | Niepołomice         | 3,3          | 189,92       | 20.179  | 106,26  | 32          |
| BO     | Podgórze            | 2,1          | 120,86       | 17.744  | 146,83  | 32          |
| BO     | Radłów              | 4,9          | 281,99       | 20.956  | 74,34   | 38          |
| BO     | Wieliczka           | 2,5          | 143,88       | 23.043  | 160,17  | 48          |
| BO     | Wiśnicz             | 5,4          | 310,77       | 26.642  | 85,72   | 39          |
| BO     | Wojnicz             | 4,4          | 253,22       | 19.011  | 75,06   | 45          |
| BR     | Bóbrka              | 8,4          | 483,44       | 28.819  | 59,61   | 45          |
| BR     | Brzeżany            | 9,6          | 552,48       | 33.407  | 60,47   | 43          |
| BR     | Bursztyn            | 7,4          | 426,87       | 26.627  | 62,39   | 42          |
| BR     | Chodorów            | 7,7          | 442,48       | 27.322  | 61,77   | 55          |
| BR     | Kozowa              | 9,7          | 558,23       | 30.984  | 55,50   | 38          |
| BR     | Podhajce            | 10,0         | 575,50       | 29.180  | 50,70   | 36          |
| BR     | Przemyślany         | 8,5          | 489,18       | 26.577  | 54,33   | 40          |
| BR     | Rohatyn             | 7,5          | 431,62       | 25.542  | 59,18   | 42          |
| CZ     | Borszczów           | 7,1          | 408,63       | 26.914  | 65,88   | 35          |
| CZ     | Budzanów            | 5,8          | 333,59       | 21.323  | 63,93   | 25          |
| CZ     | Czortków            | 7,2          | 414,36       | 26.281  | 63,45   | 30          |
| CZ     | Husiatyn            | 6,6          | 379,83       | 24.050  | 63,33   | 29          |
| CZ     | Jazłowiec           | 7,0          | 402,85       | 24.420  | 60,64   | 29          |
| CZ     | Kopyczyńce          | 8,3          | 477,57       | 28.145  | 58,94   | 28          |
| CZ     | Mielnica            | 6,6          | 379,83       | 26.320  | 69,30   | 32          |
| CZ     | Tłuste              | 6,2          | 357,01       | 23.507  | 65,85   | 29          |
| CZ     | Zaleszczyki         | 5,2          | 299,26       | 24.568  | 82,09   | 28          |
| JA     | Biecz               | 5,4          | 310,77       | 29.400  | 94,59   | 33          |
| JA     | Brzostek            | 4,2          | 241,71       | 24.205  | 100,10  | 30          |
| JA     | Dukla               | 6,1          | 351,16       | 19.925  | 56,73   | 39          |
| JA     | Frysztak            | 4,4          | 253,22       | 24.143  | 95,35   | 35          |
| JA     | Gorlice             | 7,7          | 442,48       | 35.082  | 79,29   | 48          |
| JA     | Jasło               | 4,7          | 270,39       | 27.992  | 103,56  | 61          |
| JA     | Krosno              | 4,5          | 258,98       | 28.828  | 111,35  | 25          |
| JA     | Strzyżów            | 5,2          | 299,26       | 27.801  | 92,90   | 35          |
| JA     | Żmigród             | 5,4          | 310,77       | 21.573  | 69,41   | 44          |
| KO     | Gwoździec           | 4,8          | 276,25       | 20.920  | 75,74   | 28          |
| KO     | Horodenka           | 7,7          | 442,48       | 33.107  | 74,84   | 28          |
| KO     | Kołomyja            | 5,8          | 333,59       | 31.154  | 93,41   | 26          |
| KO     | Kosów               | 19,2         | 1104,96      | 33.677  | 30,47   | 23          |
| KO     | Kuty                | 14,1         | 811,76       | 22.201  | 27,35   | 22          |
| KO     | Obertyn             | 6,4          | 368,32       | 27.574  | 74,86   | 28          |
| KO     | Peczeniżyn          | 8,7          | 500,39       | 32.842  | 65,62   | 28          |
| KO     | Śniatyn             | 5,1          | 293,51       | 29.927  | 101,93  | 24          |
| KO     | Zabłotów            | 3,6          | 207,18       | 22.140  | 106,87  | 16          |
| KR     | Chrzanów            | 5,0          | 287,77       | 22.276  | 77,40   | 28          |
| KR     | Jaworzno            | 3,5          | 201,43       | 11.139  | 55,30   | 14          |
| KR     | Kraków, Magistrat   | 0,2          | 11,51        | 40.633  | 3529,89 | 4           |
| KR     | Krzeszowice         | 5,0          | 287,75       | 23.626  | 82,10   | 45          |
| KR     | Liszki              | 4,1          | 235,96       | 24.362  | 103,26  | 44          |
| KR     | Mogiła              | 3,5          | 201,43       | 16.712  | 82,99   | 48          |
| LW     | Gródek              | 5,0          | 287,77       | 24.657  | 85,65   | 27          |
| LW     | Janów               | 10,0         | 575,50       | 26.328  | 45,75   | 31          |
| LW     | Lwów                | 6,5          | 373,08       | 27.487  | 73,69   | 41          |
| LW     | Lwów, Magistrat     | 0,6          | 34,53        | 59.297  | 1716,96 | 1           |
| LW     | Szczerzec           | 6,0          | 345,30       | 25.087  | 72,63   | 33          |
| LW     | Winniki             | 6,2          | 357,01       | 25.244  | 70,69   | 35          |
| PR     | Jarosław            | 5,1          | 293,52       | 29.997  | 102,25  | 45          |
| PR     | Jaworów             | 6,4          | 368,32       | 32.205  | 87,46   | 27          |
| PR     | Krakowiec           | 7,8          | 449,09       | 27.250  | 60,67   | 38          |
| PR     | Mościska            | 6,3          | 362,57       | 30.034  | 82,87   | 37          |
| PR     | Niżankowice         | 6,3          | 362,57       | 26.370  | 72,76   | 58          |
| PR     | Przemyśl            | 6,4          | 368,32       | 32.311  | 87,73   | 50          |
| PR     | Radymno             | 6,2          | 357,01       | 26.551  | 74,39   | 41          |
| PR     | Sądowa Wisznia      | 5,2          | 299,26       | 26.085  | 87,17   | 42          |
| PR     | Sieniawa            | 9,0          | 517,95       | 26.463  | 51,09   | 33          |
| RZ     | Głogów              | 5,6          | 322,30       | 23.759  | 73,73   | 25          |
| RZ     | Leżajsk             | 7,9          | 454,35       | 32.349  | 71,18   | 32          |
| RZ     | Łańcut              | 5,8          | 333,59       | 29.794  | 89,32   | 28          |
| RZ     | Nisko               | 11,7         | 673,64       | 29.776  | 44,21   | 32          |
| RZ     | Przeworsk           | 6,8          | 391,34       | 29.798  | 76,14   | 43          |
| RZ     | Rozwadów            | 6,8          | 391,34       | 24.027  | 61,37   | 45          |
| RZ     | Rzeszów             | 6,0          | 345,30       | 31.988  | 92,61   | 39          |
| RZ     | Sokołów             | 6,4          | 368,32       | 26.924  | 73,11   | 23          |
| RZ     | Tarnobrzeg          | 8,8          | 506,44       | 22.094  | 43,63   | 28          |
| RZ     | Tyczyn              | 7,0          | 402,85       | 27.647  | 68,62   | 33          |
| RZ     | Ulanów              | 6,0          | 345,30       | 15.557  | 45,05   | 24          |
| SM     | Borynia             | 11,4         | 656,14       | 19.669  | 29,98   | 33          |
| SM     | Drohobycz           | 12,1         | 696,16       | 46.721  | 67,14   | 39          |
| SM     | Komarno             | 5,9          | 339,54       | 27.923  | 82,28   | 38          |
| SM     | Łąka                | 5,5          | 316,53       | 18.030  | 56,93   | 22          |
| SM     | Medenice            | 6,7          | 385,59       | 24.390  | 63,28   | 22          |
| SM     | Podbuż              | 13,0         | 748,15       | 24.891  | 33,26   | 33          |
| SM     | Rudki               | 5,6          | 322,28       | 22.112  | 68,59   | 36          |
| SM     | Sambor              | 7,6          | 437,38       | 41.291  | 94,36   | 38          |
| SM     | Starasól            | 5,2          | 299,26       | 23.589  | 78,83   | 31          |
| SM     | Staremiasto         | 7,9          | 454,35       | 24.909  | 54,85   | 33          |
| SM     | Turka               | 8,3          | 477,57       | 25.629  | 53,67   | 26          |
| SK     | Baligród            | 10,9         | 627,23       | 20.888  | 33,30   | 68          |
| SK     | Bircza              | 7,7          | 442,48       | 28.194  | 63,74   | 49          |
| SK     | Brzozów             | 5,8          | 333,59       | 32.504  | 97,49   | 28          |
| SK     | Bukowsko            | 5,4          | 310,77       | 15.850  | 51,01   | 32          |
| SK     | Dobromil            | 7,3          | 420,17       | 24.415  | 58,11   | 51          |
| SK     | Dubiecko            | 6,3          | 362,57       | 28.378  | 78,29   | 44          |
| SK     | Lisko               | 6,8          | 391,34       | 21.248  | 54,30   | 48          |
| SK     | Lutowiska           | 9,3          | 535,82       | 14.214  | 26,54   | 30          |
| SK     | Rymanów             | 6,0          | 345,30       | 28.012  | 81,11   | 38          |
| SK     | Sanok               | 5,6          | 322,28       | 27.481  | 85,31   | 48          |
| SK     | Ustrzyki Dolne      | 5,8          | 333,59       | 17.208  | 51,58   | 31          |
| SC     | Ciężkowice          | 4,4          | 253,23       | 17.175  | 67,86   | 38          |
| SC     | Czarny Dunajec      | 7,0          | 402,85       | 18.447  | 45,82   | 17          |
| SC     | Grybów              | 4,1          | 235,96       | 16.131  | 68,34   | 27          |
| SC     | Krościenko          | 8,9          | 512,20       | 21.352  | 41,69   | 33          |
| SC     | Limanowa            | 6,0          | 345,30       | 23.331  | 67,56   | 46          |
| SC     | Muszyna             | 9,4          | 540,37       | 25.727  | 47,63   | 47          |
| SC     | Nowy Sącz           | 5,8          | 333,59       | 28.375  | 85,08   | 63          |
| SC     | Nowy Targ           | 8,7          | 500,39       | 22.601  | 45,17   | 33          |
| SC     | Stary Sącz          | 6,3          | 362,57       | 22.296  | 61,52   | 38          |
| SC     | Tymbark             | 8,4          | 483,42       | 26.337  | 54,48   | 42          |
| ST     | Bohorodczany        | 5,6          | 322,30       | 22.117  | 68,60   | 16          |
| ST     | Buczacz             | 6,0          | 345,30       | 26.517  | 76,75   | 25          |
| ST     | Delatyn             | 19,4         | 1116,17      | 24.248  | 21,73   | 18          |
| ST     | Halicz              | 8,1          | 465,96       | 29.210  | 62,68   | 45          |
| ST     | Monasterzyska       | 8,5          | 489,17       | 27.567  | 56,36   | 37          |
| ST     | Nadwórna            | 14,9         | 857,40       | 21.976  | 25,64   | 18          |
| ST     | Sołotwina           | 10,3         | 592,47       | 24.360  | 41,12   | 23          |
| ST     | Stanisławów         | 6,0          | 345,30       | 30.288  | 87,67   | 25          |
| ST     | Tłumacz             | 8,6          | 495,13       | 30.948  | 62,50   | 28          |
| ST     | Tyśmienica          | 6,6          | 379,83       | 27.093  | 71,33   | 23          |
| SJ     | Bolechów            | 8,8          | 506,45       | 22.692  | 44,82   | 31          |
| SJ     | Dolina              | 20,9         | 1202,40      | 23.326  | 19,39   | 30          |
| SJ     | Kałusz              | 12,2         | 702,11       | 38.801  | 55,29   | 35          |
| SJ     | Mikołajów           | 7,8          | 449,09       | 26.979  | 60,05   | 31          |
| SJ     | Rożniatów           | 9,9          | 569,84       | 19.062  | 33,45   | 19          |
| SJ     | Skole               | 14,8         | 851,74       | 28.322  | 33,26   | 45          |
| SJ     | Stryj               | 9,1          | 523,21       | 31.354  | 59,95   | 41          |
| SJ     | Wojniłów            | 7,1          | 408,61       | 21.698  | 53,09   | 34          |
| SJ     | Żurawno             | 9,9          | 569,84       | 27.192  | 47,74   | 39          |
| TP     | Grzymałów           | 7,4          | 425,89       | 25.948  | 60,92   | 32          |
| TP     | Ihrowice            | 6,3          | 362,57       | 20.027  | 55,27   | 35          |
| TP     | Medyń               | 5,9          | 339,54       | 28.568  | 84,15   | 29          |
| TP     | Mikulińce           | 5,8          | 333,59       | 21.332  | 63,98   | 24          |
| TP     | Skałat              | 6,8          | 391,34       | 26.108  | 66,68   | 27          |
| TP     | Tarnopol            | 7,2          | 414,36       | 36.464  | 88,02   | 28          |
| TP     | Trembowla           | 6,0          | 345,30       | 24.318  | 70,44   | 30          |
| TP     | Zbaraż              | 6,9          | 397,10       | 27.789  | 69,95   | 33          |
| TP     | Złotniki            | 7,1          | 408,61       | 21.445  | 52,47   | 25          |
| TW     | Dąbrowa             | 6,6          | 379,85       | 25.423  | 66,94   | 43          |
| TW     | Dębica              | 6,0          | 345,30       | 23.521  | 68,11   | 35          |
| TW     | Kolbuszowa          | 9,2          | 529,66       | 25.046  | 47,29   | 42          |
| TW     | Mielec              | 8,1          | 465,96       | 27.768  | 59,60   | 55          |
| TW     | Pilzno              | 6,9          | 397,10       | 27.640  | 69,59   | 40          |
| TW     | Ropczyce            | 5,3          | 304,82       | 25.981  | 85,26   | 28          |
| TW     | Tarnów              | 6,8          | 391,34       | 44.154  | 112,81  | 53          |
| TW     | Tuchów              | 4,4          | 253,22       | 23.671  | 93,48   | 27          |
| TW     | Zassów              | 8,0          | 460,40       | 27.847  | 60,46   | 45          |
| TW     | Żabno               | 5,2          | 299,46       | 24.888  | 83,11   | 64          |
| WA     | Andrychów           | 4,6          | 264,73       | 22.305  | 84,27   | 28          |
| WA     | Biała               | 4,1          | 235,96       | 26.890  | 114,01  | 31          |
| WA     | Jordanów            | 7,1          | 408,61       | 22.461  | 54,99   | 26          |
| WA     | Kalwaria            | 4,8          | 276,24       | 24.167  | 87,44   | 40          |
| WA     | Kęty                | 4,4          | 253,22       | 24.653  | 97,36   | 20          |
| WA     | Maków               | 5,7          | 328,04       | 20.118  | 61,33   | 15          |
| WA     | Milówka             | 7,2          | 414,36       | 20,773  | 50,13   | 33          |
| WA     | Myślenice           | 5,2          | 299,26       | 22.091  | 73,81   | 23          |
| WA     | Oświęcim            | 3,6          | 207,18       | 18.363  | 88,62   | 27          |
| WA     | Skawina             | 3,3          | 189,92       | 16.199  | 85,33   | 39          |
| WA     | Ślemień             | 5,1          | 293,51       | 20.922  | 71,29   | 22          |
| WA     | Wadowice            | 4,2          | 241,71       | 22.573  | 93,44   | 36          |
| WA     | Żywiec              | 7,2          | 414,36       | 26.526  | 64,04   | 33          |
| ZŁ     | Brody               | 10,1         | 581,31       | 45.531  | 78,30   | 36          |
| ZŁ     | Busk                | 9,2          | 529,66       | 23.958  | 45,25   | 35          |
| ZŁ     | Gliniany            | 8,6          | 494,93       | 27.107  | 54,75   | 40          |
| ZŁ     | Kamionka Strumiłowa | 5,1          | 293,51       | 15.679  | 53,44   | 20          |
| ZŁ     | Łopatyn             | 8,2          | 471,91       | 18.693  | 39,62   | 28          |
| ZŁ     | Olesko              | 8,4          | 483,42       | 25.547  | 52,83   | 34          |
| ZŁ     | Radziechów          | 8,8          | 506,84       | 20.610  | 40,67   | 28          |
| ZŁ     | Załoźce             | 9,1          | 523,21       | 27.388  | 52,34   | 40          |
| ZŁ     | Zborów              | 10,0         | 575,50       | 29.896  | 51,95   | 48          |
| ZŁ     | Złoczów             | 8,7          | 500,39       | 28.808  | 57,57   | 41          |
| ŻK     | Bełz                | 7,1          | 408,43       | 22.591  | 55,33   | 43          |
| ŻK     | Cieszanów           | 8,1          | 465,96       | 24.838  | 53,33   | 31          |
| ŻK     | Kulików             | 6,0          | 345,30       | 18.780  | 54,37   | 30          |
| ŻK     | Lubaczów            | 9,5          | 546,72       | 29.162  | 53,33   | 24          |
| ŻK     | Mosty Wielkie       | 11,5         | 661,83       | 21.300  | 32,19   | 24          |
| ŻK     | Niemirów            | 6,0          | 345,30       | 22.247  | 64,44   | 19          |
| ŻK     | Rawa                | 7,8          | 449,09       | 27.035  | 60,17   | 20          |
| ŻK     | Sokal               | 10,5         | 603,38       | 24.970  | 41,38   | 37          |
| ŻK     | Uhnów               | 8,4          | 483,42       | 21.566  | 44,61   | 28          |
| ŻK     | Żółkiew             | 6,7          | 385,59       | 25.424  | 65,94   | 27          |

W latach 1865–1867 zlikwidowano cyrkuły/urzędy obwodowe i zreorganizowano sieć powiatów, likwidując część z nich i ich liczba w 1867 r. wynosiła 74.

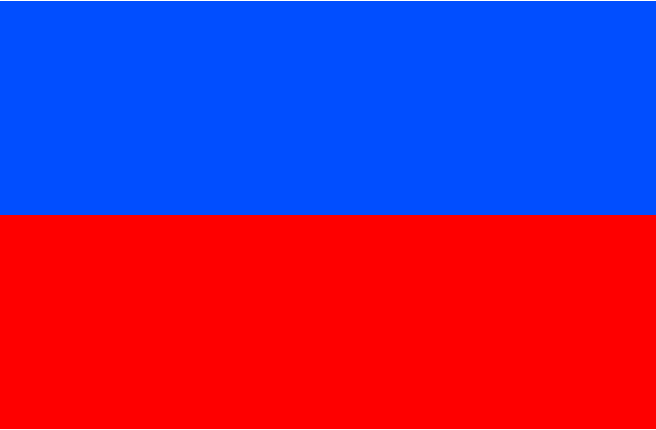
Flaga Galicji do 1849 r.
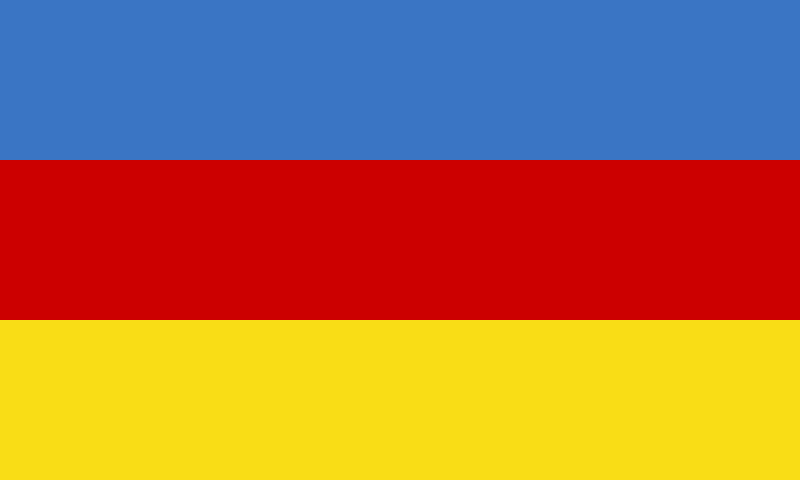
Flaga Galicji w latach 1849–1890
Flaga Galicji w latach 1890–1918

## Skład etniczny
Skład etniczny na podstawie spisu ludności z 1910 z podziałem na Galicję Wschodnią i Zachodnią:

Procent społeczności żydowskiej według powiatów w 1910

| Język ojczysty procent | Galicja Wschodnia 55 300 km² | Galicja Zachodnia 23 200 km² |
| ---------------------- | ---------------------------- | ---------------------------- |
| Polski                 | 39,8%                        | 96,0%                        |
| Ukraiński              | 58,9%                        | 2,8%                         |
| Niemiecki              | 1,2%                         | 1,0%                         |
| Inny                   | 0,1%                         | 0,2%                         |

Niemcy galicyjscy byli potomkami kolonistów józefińskich, w Galicji Zachodniej zazwyczaj ulegli polonizacji. Najwięcej trwałych kolonii było w Galicji Wschodniej.

## Religia
Wyznawana religia na podstawie spisu ludności z 1910 z podziałem na Galicję Wschodnią i Zachodnią:
| Religia procent  | Galicja Wschodnia 55 300 km² | Galicja Zachodnia 23 200 km² |
| ---------------- | ---------------------------- | ---------------------------- |
| Rzymscy katolicy | 25,3%                        | 88,6%                        |
| Grekokatolicy    | 61,7%                        | 3,2%                         |
| Żydzi            | 12,4%                        | 7,9%                         |
| Inni             | 0,5%                         | 0,3%                         |

Administrację kościelną na terenie Królestwa scharakteryzował hrabia Ewaryst Andrzej Kuropatnicki w wydanym w 1786 r. opracowaniu pt. „Geografia (...) Galicyi i Lodomeryi”, pisząc: Biskupów obrządku rzymskiego 3, to jest:Arcybiskup lwowski, biskup przemyski i biskup tarnowski. Arcybiskup lwowski parochialnych ma najmniej kościołów, przemyski około dwieście, a tarnowski samych parochialnych kościołów koło 475. Biskupów obrządku ruskiego dwóch, to jest: lwowski i przemyski (...). Arcybiskup nacyi ormiańskiej jeden we Lwowie.

## Poziom życia

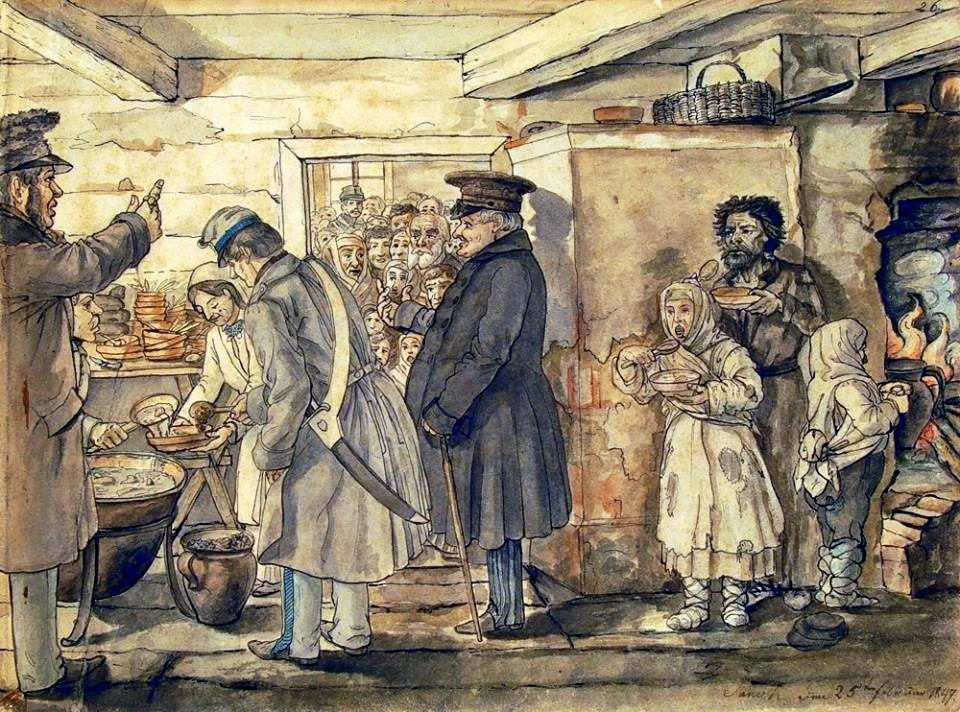
Rozdawanie posiłków przez funkcjonariuszy cyrkułu (1847)

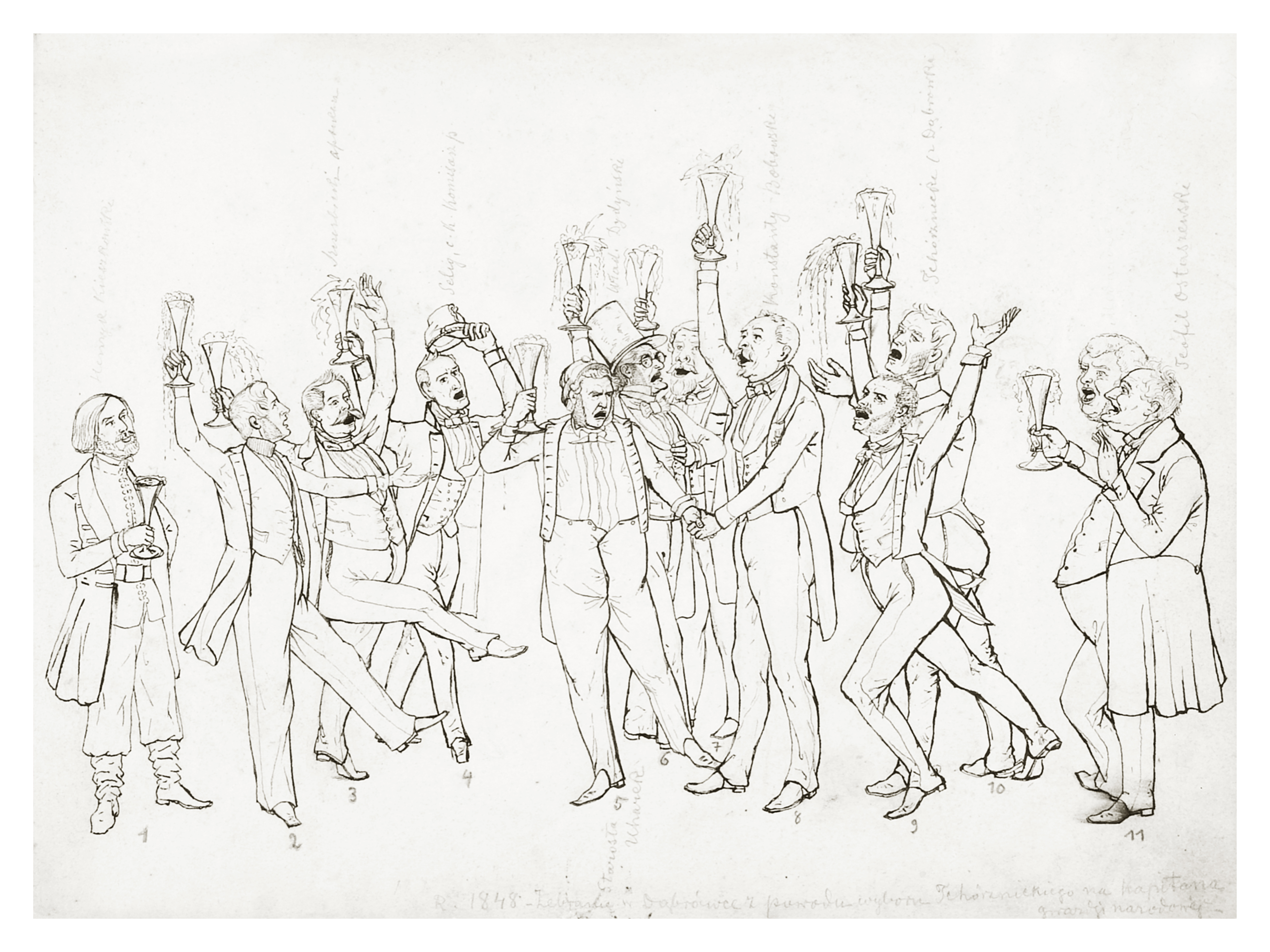
Ziemiaństwo wznosi toast w Dąbrówce z okazji wyboru Wł. Mniszka-Tchorznickiego na kpt. GN

Przed okresem industrializacji, korzystne warunki naturalne panujące na tych ziemiach powodowały poważne przeludnienie wsi. Pierwsze próby władz zmierzające do reform i unieważnienia wszystkich umów dziedziców z poddanymi, w których ustalone były obowiązki odrabiania pańszczyzny spełzły na niczym (zob. Kazimierz Milbacher). W konsekwencji zastąpienie tradycyjnego prawa polskiego prawem austriackim znoszącym przeżytki ustroju feudalnego zakończyły się wybuchem rzezi galicyjskiej.
Przez pierwszych osiemdziesiąt lat był to cywilizacyjnie najbardziej zapóźniony zabór. Nie doświadczył ani skutków doby stanisławowskiej, ani reform austriackiego oświeconego absolutyzmu. Władze w Wiedniu przez długi czas prowadziły w stosunku do tego regionu politykę w pewnym sensie kolonialną: poziom podatków był bardzo wysoki, a mieszkańcy Galicji nieproporcjonalnie często wcielani byli do wojska. Prowincja ta z punktu widzenia rządu cesarskiego nie prezentowała również sobą szczególnej wartości: poważnie rozważano możliwość ewentualnego przehandlowania tych ziem na rzecz terytoriów bałkańskich czy niemieckich.
Od połowy XIX wieku, pomimo swobody prowadzenia działalności gospodarczej oraz relatywnie gęstej (w porównaniu do ziem zaboru rosyjskiego) sieci kolejowej, Galicja była najsłabiej rozwiniętym i najbiedniejszym krajem koronnym Austrii, co powodowało liczną emigrację, m.in. do Ameryki Północnej. Historyk Norman Davies określa sytuację w Galicji jako bardziej beznadziejną niż w Irlandii w początkowym okresie wielkiej klęski głodu. Wydana w 1888 roku we Lwowie publikacja Stanisława Szczepanowskiego pt. Nędza Galicji w cyfrach daje przejmujący obraz rzeczywistości prowincji, w której 50% dzieci umierało przed ukończeniem 5 roku życia. W 1900 1 lekarz przypadał na 9 tysięcy mieszkańców, a w 100-tysięcznym powiecie Borszczów nie istniał ani jeden szpital. 33% miejscowości pozbawionych było szkoły, a 1 nauczyciel przypadał na 91 uczniów. Wadliwa była struktura użytkowania ziemi: ponad 40% areału znajdowało się w rękach 2,4 tys. wielkich posiadaczy, podczas gdy 80% chłopów posiadała gospodarstwa mniejsze od 4 ha. W Galicji występowała szachownica gruntów rolnych, długich i wąskich działek na równinach oraz krótkich i wąskich na terenach górzystych. Przysłowiowa galicyjska bieda stała się przyczyną, dla której nazwę prowincji przekręcano na Golicja i Głodomeria.